# Hans Reichenbach
Hans Reichenbach (Hamburg, 26 september 1891 - Los Angeles, 9 april 1953) was een Duits fysicus, wetenschapsfilosoof en logicus. Reichenbach was met Moritz Schlick een van de grondleggers van het logisch positivisme en wordt ook gezien als een van de belangrijkste wetenschapsfilosofen en 'grootste empirist van de 20ste eeuw'

## Leven en werk
Na de voltooiing van zijn middelbare school in Hamburg, ging Reichenbach voor burgerlijk ingenieur studeren aan de Technische Hochschule in Stuttgart en tevens fysica, wiskunde en filosofie aan een tal van andere universiteiten, waaronder die in Berlijn, Erlangen, Göttingen en München. Onder zijn leraren zaten vele bekende namen, zoals Ernst Cassirer, David Hilbert, Max Planck, Max Born en Arnold Sommerfeld. Reichenbach was in zijn studententijd actief in verscheidene jeugdbewegingen, studentenorganisaties en publiceerde ook verscheidene artikelen over het reformeren van de universiteit, vrijheid van onderzoek en andere onderwerpen.
Reichenbach behaalde zijn diploma in filosofie aan de Friedrich-Alexander-Universität Erlangen-Nürnberg in 1915 en schreef zijn proefschrift over kansrekening, onder begeleiding van Paul Hensel en Emmy Noether welke gepubliceerd werd in 1916. Reichenbach vocht mee in de Eerste Wereldoorlog aan het Russische front. In 1917 werd hij ontslagen van zijn plicht, wegens ziekte, en keerde hij terug naar Berlijn. Van 1917 tot 1920, woonde Reichenbach verscheidene colleges van Albert Einstein bij over zijn relativiteitstheorie in Berlijn.
Reichenbach begon met les te geven aan de Technische Hochschule in Stuttgart als privaatdocent in 1920. In datzelfde jaar publiceerde hij zijn eerste filosofisch werk over de filosofische implicaties van de relativiteitstheorie, Relativitätstheorie und Erkenntnis apriori. Hierin bekritiseert hij de kantiaanse notie van synthetische a priori.
Met de hulp van Albert Einstein, Max Planck en Max von Laue, kreeg Reichenbach in 1926 een baantje van assistent-professor aan de faculteit fysica aan de Berlijnse universiteit. Hij viel op door zijn onderwijsmethode, zo ontbrak bij hem in zekere mate de afstandelijkheid die de andere professoren van die tijd karakteriseerden en stond hij altijd open voor discussie of debat.
In 1928, richtte Reichenbach de zogenaamde Berliner Kreis (Duits: Die Gesellschaft für empirische Philosophie; Nederlands: Gezelschap voor empirische filosofie) op. Onder de leden zaten o.a. Carl Gustav Hempel, Richard von Mises, David Hilbert en Kurt Grelling. Vanaf 1930 stonden hij en Rudolf Carnap in voor de redactie van het tijdschrift Erkenntnis ("kennis").
Wanneer in 1933 Adolf Hitler de Bondskanselier van Duitsland werd, moest Reichenbach meteen zijn ambt aan de universiteit van Berlijn neerleggen vanwege de zogenaamde Rassenwetten en door zijn Joodse afkomst. Hierop emigreerde hij naar Turkije waar hij hoofd werd van het faculteit van de wijsbegeerte aan de Universiteit van Istanboel. In 1935 publiceerde hij zijn werk Wahrscheinlichkeitslehre.
Met de hulp van Charles W. Morris kon Reichenbach in 1938 de oceaan oversteken naar de Verenigde Staten waar hij een professoraat opnam aan de faculteit wijsbegeerte aan de universiteit van California. Zijn werk Philosophic Foundations of Quantum Mechanics werd gepubliceerd in 1944, Elements of Symbolic Logic in 1947, en The Rise of Scientific Philosophy — een van zijn populairste werken — in 1951.
Reichenbach stierf te Los Angeles, terwijl hij nog werkte aan problemen rond de filosofie van de tijd en rond de natuur of essentie van de natuurwetten. The Direction of Time en Nomological Statements and Admissible Operations zijn twee postume werken gepubliceerd na zijn dood.